# Bernard Morel
Bernard Marie Georges Morel (Lyon, 30 de marzo de 1925-Roanne, 23 de octubre de 2023) fue un deportista francés que compitió en esgrima, especialista en la modalidad de sable.
Participó en dos Juegos Olímpicos de Verano en los años 1952 y 1956, obteniendo una medalla de bronce en Helsinki 1952 en la prueba por equipos. Ganó una medalla de bronce en el Campeonato Mundial de Esgrima de 1954.

## Palmarés internacional
| Juegos Olímpicos   | Juegos Olímpicos        | Juegos Olímpicos  | Juegos Olímpicos  |
| Año                | Lugar                   | Medalla           | Prueba            |
| ------------------ | ----------------------- | ----------------- | ----------------- |
| 1952               | Helsinki (Finlandia)    | Medalla de bronce | Sable por equipos |
| Campeonato Mundial |                         |                   |                   |
| Año                | Lugar                   | Medalla           | Prueba            |
| 1954               | Luxemburgo (Luxemburgo) | Medalla de bronce | Sable por equipos |